# 羽根しげ子
羽根 しげ子（はね しげこ、1973年7月15日 - ）は、日本のプロ囲碁棋士。初段。松岡秀樹九段は実兄、羽根直樹九段は夫、羽根彩夏は実娘。
日本棋院中部総本部所属、2023年より公式戦復帰

## 人物
愛知県生まれ。
1998年入段。
1999年12月5日に羽根直樹と結婚。現在は二男三女を育てながら普及に尽力している。

## 棋戦主要履歴
- 2000年 - 第2期女流最強戦 準々決勝進出

## 著作
- 『羽根ファミリーの囲碁強化合宿』（共著）誠文堂新光社、2003年